# Giovanni Mpetshi Perricard
Giovanni Mpetshi Perricard (8 de julio de 2003, Lyon, Francia) es un tenista profesional francés. Actualmente es el no.36 del ranking ATP. Reconocido por su potente servicio y gran envergadura física. En febrero de 2025, alcanzó su mejor clasificación hasta la fecha, situándose en el puesto número 29 del Ranking ATP, mientras que el más alto de dobles fue el número 353, logrado el 26 de agosto de 2024.
Ha ganado hasta la fecha dos títulos ATP en la modalidad individual. Su primer título lo obtuvo en el ATP 250 de Lyon en 2024, donde se impuso en la final a Tomás Martín Etcheverry. Posteriormente, logró su consagración más importante al conquistar el Torneo de Basilea 2024, derrotando al estadounidense Ben Shelton en sets corridos. Además de 4 títulos a nivel ATP Challenger Tour.

## Carrera juvenil
Mpetshi Perricard ganó el título de dobles masculino del Torneo de Roland Garros 2021 Juvenil, junto con su compatriota Arthur Fils. También llegó a las semifinales del torneo de individuales, perdiendo ante su compañero en dobles, Arthur Fils.

## Carrera profesional

### 2023: título Challenger y top 200

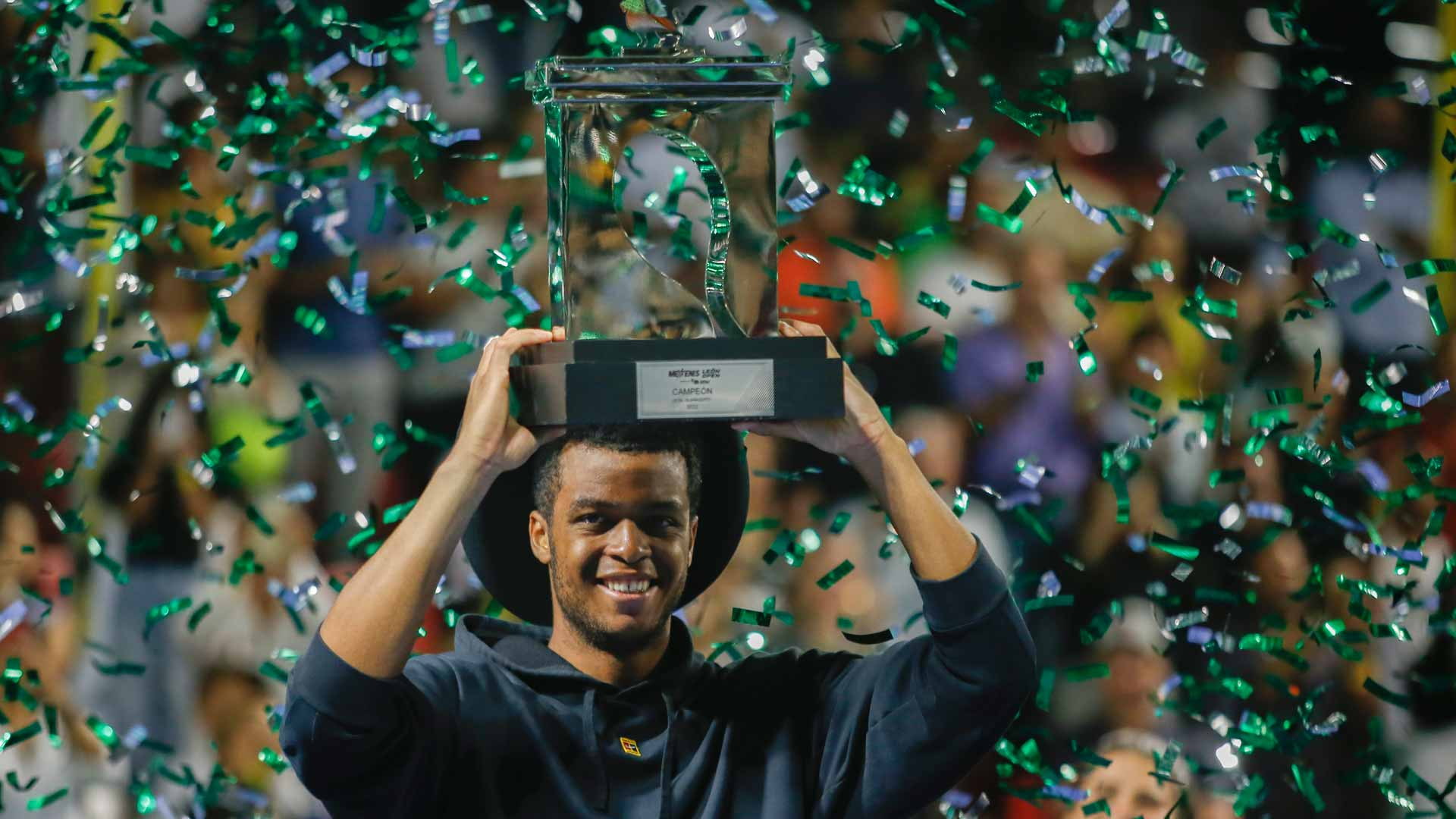
Perricard tras ganar el Challenger de León 2023

Mpetshi Perricard ganó su primer título individual ATP Challenger en el Challenger de León 2023, derrotando al argentino, Juan Pablo Ficovich en la final por 6-7(5), 7-6(6), 7-6(3). 
Recibió una wildcard para el Torneo de Roland Garros 2023, haciendo su debut en un Grand Slam, pero perdió ante el argentino, Genaro Alberto Olivieri.
En junio, Mpetshi Perricard hizo su debut en el ATP Tour en el Torneo de 's-Hertogenbosch como jugador clasificado, perdiendo en la primera ronda ante Jordan Thompson.
En octubre, Mpetshi Perricard ganó sus dos primeros partidos en el ATP Tour en el Torneo de Amberes como clasificado y alcanzó sus primeros cuartos de final ATP, derrotando al sexto favorito Roberto Carballés Baena en la primera ronda,  y al comodín y favorito local David Goffin en la segunda ronda. As a result he entered the top 200 on 23 October 2023, but lost in the quarterfinals against the eventual w Como resultado, ingresó al top 200 el 23 de octubre de 2023, pero perdió en cuartos de final contra el eventual ganador del torneo, Alexander Bublik.

### 2024: Primer título ATP 500 en Basilea, top 30
En enero, Mpetshi Pericard participó en su primera clasificación para el Abierto de Australia, pero perdió en la ronda final ante su compatriota Hugo Grenier.
En febrero, Mpetshi Perricard ganó su primer título del año en el ATP Challenger Tour y su segundo título de su carrera, en el Lexus Nottingham Challenger 2024 , derrotando a su compatriota Matteo Martineau en la final.  En abril, Mpetshi Perricard ganó títulos Challenger consecutivos en México, en el Challenger de Morelos 2024, derrotando a Nicolás Mejía en la final por 7-5, 7-5,  y luego en el Challenger de Acapulco 2024, derrotando a Adam Walton en la final. Como resultado, llegó al top 125, el 22 de abril de 2024.

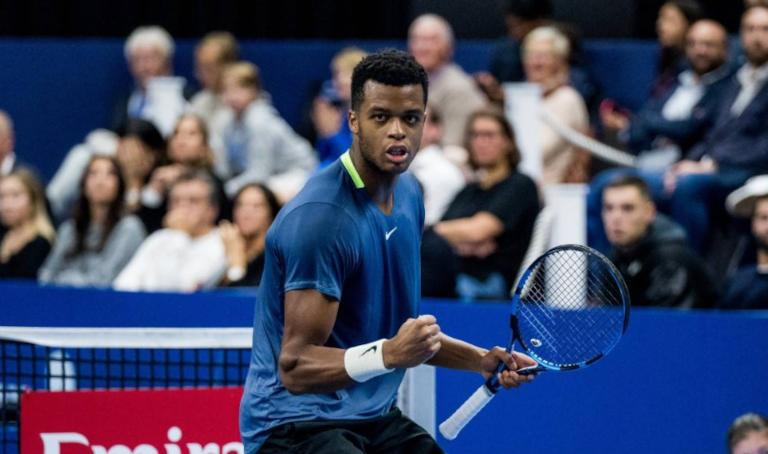
Mpetshi Perricard durante Torneo de Lyon 2024

En mayo, en el Torneo de Lyon 2024 , Mpetshi Perricard ganó su primer título en el ATP Tour como wild card con victorias sobre Lorenzo Sonego por 6-3, 6-4, y , Yoshihito Nishioka por walkover,  su compatriota Hugo Gaston 6-4, 4-6, 6-3, el segundo sembrado Alexander Bublik por 6-4, 7-5 y el sexto sembrado Tomás Martín Etcheverry en la final en tres set por 6-4, 1-6 y 7-6.  Se convirtió en el campeón con el ranking más bajo en la historia del torneo. Como resultado, escaló más de 50 puestos en el ranking de individuales hasta un récord personal en el top 70 en el N.º 66 del mundo el 27 de mayo de 2024. Recibió una wild card para   el Torneo de Roland Garros 2024 por segundo año consecutivo,  perdiendo ante David Goffin en la primera ronda.
Al comienzo de la temporada de césped, se clasificó para el Torneo de Queen's Club 2024 y derrotó al sexto sembrado Ben Shelton en la primera ronda. Como resultado, llegó al top 60 en el ranking el 24 de junio de 2024.
En el Campeonato de Wimbledon de 2024 , Mpetshi Perricard entró en el cuadro principal como perdedor afortunado, tras haber perdido ante Maxime Janvier en las rondas de clasificación por (8)6-7, 7-5, 7-6 (4), 7-6 (5), a pesar de la derrota hizo 44 aces durante el partido. En la primera ronda, derrotó al vigésimo favorito Sebastian Korda en un partido de cinco sets con cuatro tie breaks, 7-6 (5), (4)6-7, 7-6 (4), (6) 6-7 y 6-3 para  para registrar su primera victoria importante luego de haber producido 51 aces.  Luego llegó a la cuarta ronda al derrotar a Yoshihito Nishioka en la segunda ronda por 6-4, 6-1, 6-2, en el partido realizó 27 aces. En la tercera ronda derrotó en 4 sets a Emil Ruusuvuori tras haber perdido el primero.  Perdió en la cuarta ronda ante Lorenzo Musetti  en 4 sets.

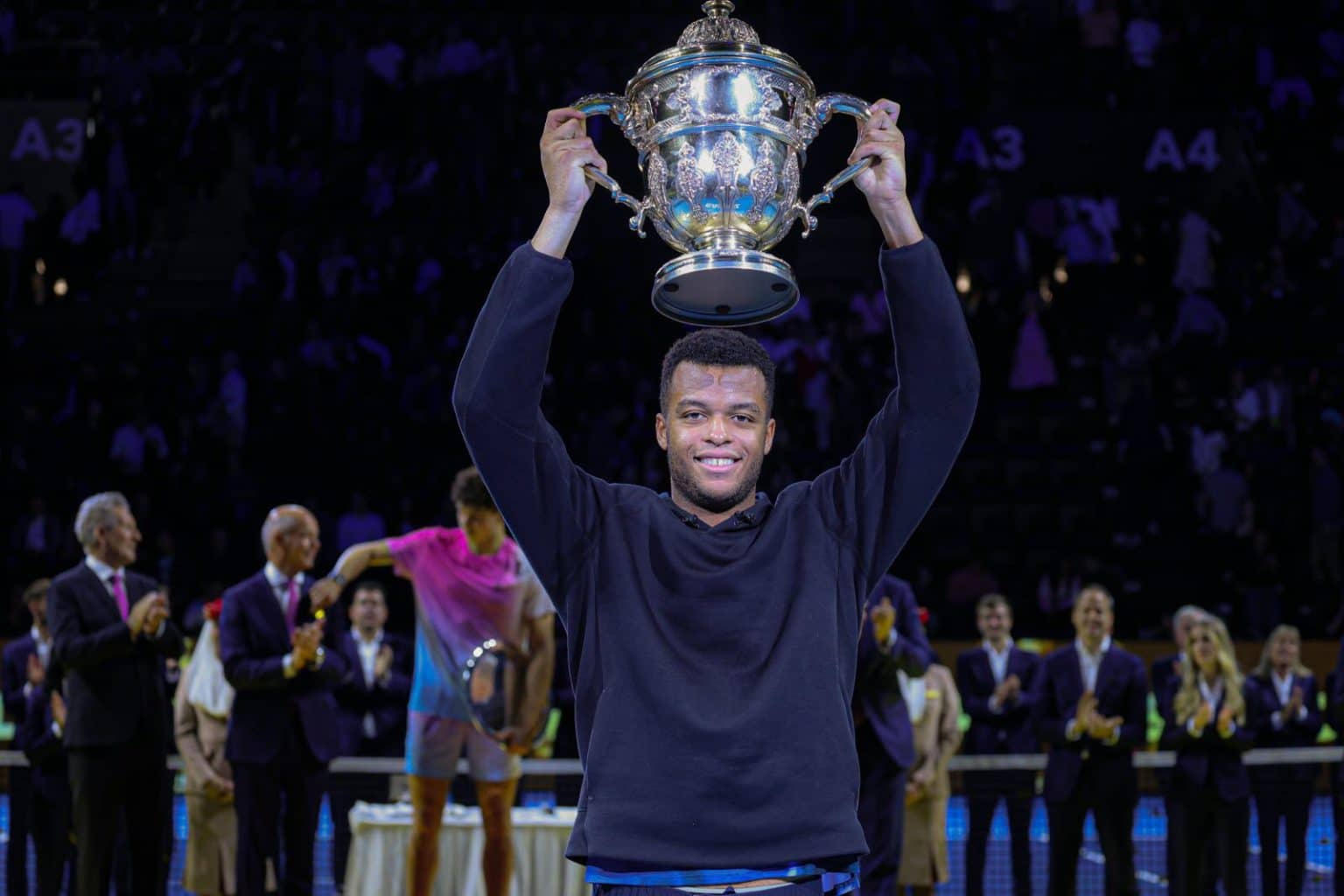
Giovanni Mpetschi-Perricard, campeón en Basilea.

En el Swiss Indoors 2024 de Basilea, Mpetshi Perricard ganó su primer título ATP 500 con una victoria sobre Ben Shelton por 6-4, 7-6 (7-4), en el camino al título derrotó en la primera ronda a James Duckworth en dos set, en la segunda ronda hizo lo mismo con Félix Auger-Aliassime ganando el primer set por 6-1 y el segundo en el tie-break por 7-6 (8-6), en cuartos venció a otro canadiense, Denis Shapovalov en tres sets, luego de haber perdido el primero. En semifinales derrotó a Holger Rune en set corridos para llegar a su primera final de un ATP 500, durante el torneo realizó un total de 109 aces. Clasificado en el puesto número 50, se convirtió en el campeón con la clasificación más baja desde que el torneo se convirtió en un evento de nivel de gira en 1975. Como resultado, alcanzó un nuevo ranking de su carrera en el puesto número 31 el 28 de octubre de 2024.  En su debut en el cuadro principal de su torneo local, el Rolex Paris Masters 2024 , donde recibió una wild card, derrotó al 14.º sembrado Frances Tiafoe en tres sets.  Perdió ante Karen Khachanov en tres sets después de haber ganado el primer set. 

## Estilo de juego
El estilo de juego de Perricard, se caracteriza por su poderoso servicio y su imponente estatura, que alcanza los 2,03 metros. Su saque, que a menudo supera los 220 km/h, es una de sus mayores armas, en el Torneo de Basilea 2024 su servicio sobrepasó los 235 km/h y le permite obtener numerosos puntos directos. Además destaca su segundo servicio que a menudo supera los 20 km/h en pista rápida. 
Perricard define su tenis, como arriesgado. “Mi forma de jugar al tenis es arriesgada, lo sé, hay veces que funciona y otras no, pero no voy a cambiar mi manera de pensar. Lo que diga el marcador no hará que tome menos riesgos, lo que debo corregir es el tema de las dobles faltas”.
Se destaca especialmente en superficies rápidas, como la hierba y el cemento, donde su estilo se adapta mejor. En estas canchas, los puntos suelen ser más cortos, lo que le permite maximizar la efectividad de su saque y acortar los intercambios. Además, su habilidad en los tie-break es notable.
Aunque tiene un buen golpe de derecha y revés a una mano aceptables, su juego no se basa en intercambios constantes desde el fondo. A veces, su movilidad puede verse comprometida debido a su altura, lo que le dificulta responder a golpes rápidos o cambios de dirección. 

## Títulos ATP (2; 2+0)

### Individual (2)
| Leyenda                         |
| Grand Slam (0)                  |
| ATP World Tour Finals (0)       |
| ATP World Tour Masters 1000 (0) |
| ATP World Tour 500 (1)          |
| ATP World Tour 250 (1)          |

| N.º | Fecha                 | Torneo  | Superficie    | Oponente en la final    | Resultado        |
| --- | --------------------- | ------- | ------------- | ----------------------- | ---------------- |
| 1.  | 25 de mayo de 2024    | Lyon    | Tierra batida | Tomás Martín Etcheverry | 6-4, 1-6, 7-6(7) |
| 2.  | 27 de octubre de 2024 | Basilea | Dura (i)      | Ben Shelton             | 6-4, 7-6(4)      |

## Títulos ATP Challenger (4; 4+0)

### Individuales (3)
| N.º | Fecha                 | Torneo     | Superficie    | Oponente en la final | Resultado              |
| --- | --------------------- | ---------- | ------------- | -------------------- | ---------------------- |
| 1.  | 16 de abril de 2023   | León       | Dura          | Juan Pablo Ficovich  | 6-7(5), 7-6(6), 7-6(3) |
| 2.  | 11 de febrero de 2024 | Nottingham | Dura (i)      | Matteo Martineau     | 7-6(2), 6-4            |
| 3.  | 20 de abril de 2024   | Acapulco   | Dura          | Adam Walton          | 6-3, 6-3               |
| 4.  | 18 de mayo de 2024    | Bordeaux   | Tierra batida | Nikoloz Basilashvili | 6-3, (5)6-7, 7-5       |